# Alpes grées
Ne doit pas être confondu avec Alpes grées (province romaine).

Paysage des Alpes grées depuis l'aiguille Pers en regardant vers la Grande Ciamarella.

Paysage des Alpes grées depuis les alpages près du col de l'Iseran en regardant vers la pointe de Charbonnel.

Paysage des Alpes grées depuis l'aiguille Pers en regardant vers l'aiguille de la Grande Sassière.

Les Alpes grées ou Alpes graies (italien : Alpi Graie) désignent un sous-ensemble et un massif des Alpes franco-italiennes à cheval sur les régions de la Vallée d'Aoste et du Piémont et le département de la Savoie.
Le nom de ce massif provient du peuple gaulois des Graiocèles, installés entre la Haute-Maurienne et la vallée de la Doire Baltée.
Les parcs nationaux de la Vanoise et du Grand-Paradis recouvrent une partie du massif et font jonction au pas du Bouquetin culminant à 3 335 m près de la Grande aiguille Rousse.

## Géographie

### Situation
Les Alpes grées sont comprises entre les cols frontaliers de la Seigne (limite admise dans la Partition des Alpes en 1926) au nord et du Mont-Cenis au sud et sont entourées des Alpes pennines et du massif du Mont-Blanc au nord, du massif du Grand-Paradis à l'est, des Alpes cottiennes au sud et du massif du Mont-Cenis et de la Vanoise à l'ouest. Elles sont drainées principalement par l'Isère (Tarentaise), l'Arc (Maurienne) et l'Arve d'une part, la Doire Baltée, la Doire Ripaire, l'Orco et la Stura di Lanzo d'autre part.

### Principaux sommets
Seuls les sommets de la zone centrale sont listés ci-dessous :
- la pointe de Charbonnel, 3 752 m, point culminant du massif
- l'aiguille de la Grande Sassière, 3 747 m
- la Grande Ciamarella, 3 676 m
- l'Albaron, 3 637 m
- la Levanna Centrale, 3 619 m
- la Grande Rousse, 3 607 m
- la pointe du Nant Cruet, 3 605 m
- la Tsanteleinaz, 3 602 m
- la Levanna Occidentale, 3 593 m
- la Bessanèse, 3 592 m
- la pointe des Plates de Chamois, 3 567 m
- la Croix Rousse, 3 566 m
- l'Ouille d'Arbéron, 3 563 m
- la Levanna Orientale, 3 555 m
- la Petite Ciamarella, 3 549 m
- Rochemelon, 3 537 m
- la pointe de Chalanson, 3 530 m
- les pointes du Grand Fond, 3 528 m
- la pointe du Ribon, 3 527 m
- la Grande Traversière, 3 496 m
- la pointe de l'Arcelle, 3 493 m
- la tête du Ruitor, 3 486 m
- la Grande aiguille Rousse, 3 482 m
- la pointe du Colerin, 3 476 m
- les pointes de la Grande Felouse, 3 473 m
- les pointes du Grand Fond, 3 460 m
- la pointe du Montet, 3 428 m
- la Granta Parey, 3 387 m
- la pointe de la Galise, 3 343 m
- la pointe d'Archeboc, 3 272 m
- le Grand Assaly, 3 173 m
- la pointe de Tierce, 2 973 m

### Cols
Les cols principaux sont classés dans le tableau ci-dessous.
| nom                        | lieu                                  | type    | altitude (mètres) | altitude (mètres) |
| -------------------------- | ------------------------------------- | ------- | ----------------- | ----------------- |
| Col de la Grande Rousse    | Val de Rhêmes au Valgrisenche         | enneigé | 3500              |                   |
| Col du Bouquetin           | Bonneval-sur-Arc à Val-d'Isère        | glacier | 3300              |                   |
| Col de Saint-Grat          | Valgrisenche à La Thuile              | glacier | 3300              |                   |
| Col du Collerin            | Bessans à Barmes                      | glacier | 3202              |                   |
| Col de Bassac              | Val de Rhêmes au Valgrisenche         | glacier | 3153              |                   |
| Col du Carro               | Bonneval-sur-Arc à Ceresole Reale     | glacier | 3140              |                   |
| Col de la Goletta          | Val-d'Isère au val de Rhêmes          | glacier | 3120              |                   |
| Col de Rhêmes              | Val-d'Isère au val de Rhêmes          | glacier | 3101              |                   |
| Col de Sea                 | Bonneval-sur-Arc à Forno Alpi Graie   | glacier | 3083              |                   |
| Col de l'Autaret           | Bessans à Ussel                       | sentier | 3070              |                   |
| Col de Girard              | Bonneval-sur-Arc à Forno Alpi Graie   | glacier | 3044              |                   |
| Col Rosset                 | Valsavarenche au val de Rhêmes        | chemin  | 3024              |                   |
| Col d'Arnas                | Bessans à Barmes                      | glacier | 3014              |                   |
| Col de la Galise           | Ceresole Reale à Val-d'Isère          | glacier | 2998              |                   |
| Collarin d'Arnas           | Barmes à Ussel                        | glacier | 2850              |                   |
| Fenêtre de Ferret          | Rhêmes au Valgrisenche                | sentier | 2847              |                   |
| Col Vaudet                 | Sainte-Foy-Tarentaise au Valgrisenche | sentier | 2836              |                   |
| Col de l'Iseran            | Bonneval-sur-Arc à Val-d'Isère        | route   | 2764              |                   |
| Ghicet di Sea              | Barmes à Forno Alpi Graie             | sentier | 2735              |                   |
| Col du Mont                | Sainte-Foy au Valgrisenche            | chemin  | 2646              |                   |
| Colle della Crocetta       | Cérisoles à Forno Alpi Graie          | chemin  | 2636              |                   |
| Col du Petit-Saint-Bernard | La Thuile à Moûtiers                  | route   | 2188              |                   |
| Col du Mont-Cenis          | Lanslebourg-Mont-Cenis à Suse         | route   | 2085              |                   |
| Col Chécrouit              | Courmayeur au Lac de Combal           | chemin  | 1960              |                   |

## Géologie
Le massif est constitué principalement de roches cristallines et sédimentaires ayant toutes un passé métamorphique. On trouve notamment des schistes lustrés (calcschiste), des marbres, des ophiolites (c'est-à-dire serpentinites et prasinites) et des gneiss œillés, mais également des micaschistes[réf. nécessaire].

## Histoire
L'arc alpin était administré par Rome sous forme de provinces. La tâche importante des provinces alpines était de régir les cols et les voies d'accès. La province Alpes Graiæ, sur l'ancien pays des Ceutrons, avait deux grands cols sous son autorité : le col du Mont-Cenis à l'extrémité sud et tout particulièrement le col du Petit-Saint-Bernard, situé alors non loin de sa bordure est. L'histoire administrative de cette province romaine, qui avait pour capitale Aime (Axima), reste mal connue. Les Alpes grées sont parfois désignées comme Alpes atrectiennes et on leur rattacha, au IIIe siècle au plus tard, les Alpes pennines, association qui persista durant le Bas-Empire.

## Activités

### Stations de sports d'hiver
Seules les stations de la zone centrale sont listées ci-dessous :
- Ala di Stura ;
- Bonneval-sur-Arc ;
- Breuil-Cervinia ;
- Champoluc ;
- Courmayeur ;
- la Rosière 1850 ;
- La Thuile ;
- Sainte-Foy-Tarentaise ;
- Val-d'Isère.